# Куитмен (Техас)
Куитмен (англ. Quitman) — город в США, расположенный на северо-востоке штата Техас, административный центр округа Вуд. По данным переписи за 2010 год число жителей составляло 1809 человек, по оценке Бюро переписи США в 2015 году в городе проживало 1827 человек.

## История
Куитмен был основан в 1850 году и сразу стал административным центром округа. Город назван в честь губернатора Миссисипи Джона Куитмена, принимавшего участие в американо-мексиканской войне в качестве бригадного генерала армии США. В 1872 году железная дорога Texas and Pacific Railway начала планировать линию в округ Вуд. Компания требовала 100 000 долларов от округа в качестве финансовой помощи на постройку. Джим Хогг, будущий губернатор Техаса, возглавил кампанию по противодействию таким тратам, которая в результате завершилась успехом. Станция построенная в Содоме (позже Минеола) не потребовала вложений денег округа.
Обнаружение нефти в 1941 году и начало Второй мировой войны помогли городу быстрее оправиться от последствий Великой депрессии. Тогда же Куитмен получил органы местного управления.
Город также известен тем, что в нём родилась и провела детство обладательница премии «Оскар» актриса Сисси Спейсек.

## География
Куитмен находится в центральной части округа, его координаты: 32°47′39″ с. ш. 95°26′44″ з. д..
Согласно данным бюро переписи США, площадь города составляет около 4,9 квадратных километров, практически полностью занятых сушей.

### Климат
Согласно классификации климатов Кёппена, в Куитмене преобладает влажный субтропический климат.
| Показатель                    | Янв.  | Фев.  | Март  | Апр. | Май   | Июнь  | Июль | Авг. | Сен. | Окт.  | Нояб. | Дек.  | Год   |
| ----------------------------- | ----- | ----- | ----- | ---- | ----- | ----- | ---- | ---- | ---- | ----- | ----- | ----- | ----- |
| Абсолютный максимум, °C       | 26,7  | 30    | 32,2  | 34,4 | 36,7  | 38,9  | 42,2 | 41,7 | 43,3 | 35,6  | 31,1  | 27,8  | 43,3  |
| Средний суточный максимум, °C | 12    | 14,3  | 18,6  | 23   | 27,2  | 30,9  | 33,1 | 34   | 30,4 | 24,4  | 18,6  | 12,7  | 23,3  |
| Средняя температура, °C       | 6,4   | 8,6   | 12,9  | 17,2 | 21,9  | 25,7  | 27,8 | 28,1 | 24,3 | 18,4  | 12,9  | 7,4   | 17,7  |
| Средний суточный минимум, °C  | 0,8   | 2,8   | 7,2   | 11,3 | 16,5  | 20,6  | 22,6 | 22,3 | 18,1 | 12,4  | 7,2   | 2,1   | 12,1  |
| Абсолютный минимум, °C        | −12,2 | −13,3 | −10,6 | −2,8 | 3,9   | 11,1  | 13,9 | 13,3 | 6,1  | −2,2  | −6,7  | −16,7 | −16,7 |
| Норма осадков, мм             | 71,1  | 86,4  | 99,1  | 76,2 | 129,5 | 104,1 | 68,6 | 66   | 81,3 | 124,5 | 109,2 | 99,1  | 1110  |
| Источник: weatherbase.com     |       |       |       |      |       |       |      |      |      |       |       |       |       |

## Население
Согласно переписи населения 2010 года в городе проживало 1809 человек, было 789 домохозяйств и 484 семьи. Расовый состав города: 90 % — белые, 5,1 % — афроамериканцы, 0,3 % — коренные жители США, 1,1 % — азиаты, 0,0 % (0 человек) — жители Гавайев или Океании, 1,4 % — другие расы, 2,1 % — две и более расы. Число испаноязычных жителей любых рас составило 4 %.
Из 789 домохозяйств, в 28,1 % живут дети младше 18 лет. 45,1 % домохозяйств представляли собой совместно проживающие супружеские пары (24 % с детьми младше 18 лет), в 11,9 % домохозяйств женщины проживали без мужей, в 4,3 % домохозяйств мужчины проживали без жён, 38,7 % домохозяйств не являлись семьями. В 35,4 % домохозяйств проживал только один человек, 21,1 % составляли одинокие пожилые люди (старше 65 лет). Средний размер домохозяйства составлял 2,22 человека. Средний размер семьи — 2,83 человека.
Население города по возрастному диапазону распределилось следующим образом: 23,7 % — жители младше 20 лет, 21,6 % находятся в возрасте от 20 до 39, 29,7 % — от 40 до 64, 25 % — 65 лет и старше. Средний возраст составляет 44,1 года.
Согласно данным опросов пяти лет с 2011 по 2015 годы, средний доход домохозяйства в Куитмене составляет 41 944 доллара США в год, средний доход семьи — 49 762 доллара. Доход на душу населения в городе составляет 21 686 долларов. Около 10,9 % семей и 15 % населения находятся за чертой бедности. В том числе 22,3 % в возрасте до 18 лет и 6,9 % в возрасте 65 и старше.

## Местное управление
Управление городом осуществляется избираемыми мэром и городским советом, состоящим из пяти человек.

## Инфраструктура и транспорт
Через Куитмен проходят автомагистрали штата Техас 37 и 154.
В городе располагается аэропорт округа Вуд. Аэропорт располагает одной взлётно-посадочной полосой длиной 1220 метров. Ближайшим аэропортом, выполняющим коммерческие пассажирские рейсы, является региональный аэропорт Тайлер-Паундс. Аэропорт находится примерно в 55 километрах к югу от Куитмена.

## Образование
Город обслуживается независимым школьным округом Куитмен.
Библиотека Куитмена была основана в 1975 году и находится под управлением властей города как один из департаментов.

## Экономика
Согласно финансовому отчёту города за 2017 год, доходы Куитмена составили $1,36 млн, расходы — $2,03 млн. Активы города составили $11,55 млн, обязательства $5,32 млн долларов.

## Отдых и развлечения
В Куитмене находится театр Quitman Community Theatre, который признавался лучшим театром малого города изданием «Country Line Magazine» пять лет подряд. Выступления театра проходят в центре Carroll Green Civic Center. В среднем театр ставит три спектакля, включая один мюзикл в сезон.